# جاده ۹۹ (ایران)
جاده ۹۹ شرقی‌ترین جادهٔ ایران است. این جاده استحکامات مرزی ایران را به هم متصل می‌کند و برای حمل و نقل منابع مورد نیاز این استحکامات که وظیفهٔ جنگ با قاچاق مواد مخدر را بر عهده دارند، استفاده می‌شود. مهمترین قسمت این جاده جنوب آن است که زابل را به زاهدان و جادهٔ بیرجند متصل می‌کند.